# Петак тринаести (филм из 1980)
Петак тринаести (енгл. Friday the 13th) амерички је хорор филм из 1980. године, редитељa Шона Канингама, као и први филм у истоименом филмском серијалу. У главним улогама су Бетси Палмер, Ејдријен Кинг и Кевин Бејкон. Буџет филма је био 550.000 долара. Упркос лошим критикама, зарада од филма је била преко 59 милиона долара.

## Радња
Године 1958. у Кампу Кристалног језера, Њу Џерзи, васпитачи Бари и Клодет ушуњају се у складишну колибу да воде љубав, где их убије невиђени нападач. Двадесет две године касније, у петак, 13. јуна 1980, камп је поново отворен. Девојка по имену Ени, која је у кампу запослена као куварица, сврати у кафић да се распита за превоз до кампа, а камионџија по имену Инос пристане да је одбаци до раскрснице, што јој је пола пута - упркос упозорењима старца по имену Ралф да је камп уклет. Током вожње Инос упозори Ени на злогласну прошлост кампа, која је почела када се 1957. један дечак удавио у Кристалном језеру, годину дана пре двоструког убиства (због чега је добио надимак Камп крви). Пошто је Инос остави и оде даље својим путем, Ени устопира други превоз. Други возач, чије се лице не види, појури Ени у шуму и прекоље је ловачким ножем.
У кампу васпитачи Нед, Џек, Бил, Марси, Бренда и Алис, заједно са власником кампа, Стивом Кристијем, преуређују колибе и помоћне објекте. Док се приближава олуја, Стив оде на ручак и по потрепштине, након чега почну да се дешавају узнемирујући инциденти. Најпре Нед почне да се дави у језеру и запомаже, али када га остали извуку на обалу, испостави се да је у питању неслана шала. Потом Алис затекне змију у својој колиби, али је Бил убије мачетом. Полицајац Дорф посети камп на мотоциклу, распитујући се за старог Ралфа. Алис, одлажући посуђе, на своје запрепашћење у остави затекне Ралфа, који се довезао бициклом да упозори особље да им је судбина запечаћена уколико остану, што их само још више истраумира. Након што се Ралф удаљи, Нед види неку непознату особу како улази у колибу и уђе за њом. Када почне олујно невреме, Алис, Бренда и Бил заиграју Монопол у главној колиби, чекајући да се Стив врати, док Џек и Марси воде љубав у спратном кревету у својој колиби, не примећујући Недово преклано тело изнад њих. Када Марси оде у клозет, Џеков гркљан прободен је отпозади стрелом од стране непознатог убице скривеног испод кревета. Убица се потом упути у клозет по Марси и зарије јој секиру у лице. Када олујни ветар отвори врата главне колибе и одува све са стола, Бренда одустане од даљег играња, сетивши се да је оставила отворене прозоре у својој колиби, али таман кад обуче спаваћицу и легне да чита књигу, зачује се глас налик дечјем како дозива у помоћ, те она изађе у спаваћици по кијамету да провери, ком приликом се на стрељани изненада упале рефлектори, а потом се (на невиђено) зачује њен врисак.
Алис је забринута чувши Брендин врисак напољу, те она и Бил изађу из главне колибе да провере. Они затекну крваву секиру у Брендином кревету, те оду да провере остале колибе, али не налазе никога. На крају прегледају и клозет, али нигде никог. Покушавајући да назову полицију, они открију да телефони не раде, а Недов камионет - једино возило у кампу - неће да упали. Стив крене из ресторана натраг ка кампу, али му се џип поквари на пола пута усред олује. Полицијски наредник Тирни покупи га и превезе до кампа док киша лагано престаје. На улазу у камп неко упери Стиву батеријску лампу у лице. Стив препозна невиђеног убицу, који га прободе.
Када нестане струје, Бил оде да провери агрегат. Кад се Бил не врати, Алис оде да га потражи и затекне његово тело забодено стрелама за врата просторије са агрегатом. Она побегне у главну колибу да се сакрије, само да би била још више истраумирана када је Брендино тело убачено кроз прозор. Убрзо затим Алис примети возило које се паркира и журно изађе напоље, мислећи да је то Стив. Из џипа изађе једна средовечна жена која јој се представи као госпођа Ворхис, стара пријатељица Кристијевих.
Она открије да је дечак који се удавио 1957. њен син, Џејсон, чији је управо рођендан, кривећи за његову смрт васпитаче који су требали да пазе на њега, али су уместо тога водили љубав. Откривши себе као убицу, она покуша да убије Алис ловачким ножем, али је Алис савлада и ошамути. На обали госпођа Ворхис изнова покуша да убије Алис мачетом, али је Алис након краће борбе савлада и одруби јој главу.
Исцрпљена, Алис се укрца у кану и заспи у њему насред језера. Одједном Џејсонов распали леш искочи из језера и нападне је, у ком тренутку се она пробуди у болници, у друштву болничког особља и наредника Тирнија, који јој саопшти да је она једина преживела. Када га Алис упита за дечака, Тирни тврди да нису нашли никаквог дечака, на шта она одговори да је онда он још увек тамо.

## Улоге
| Глумац         | Улога           |
| -------------- | --------------- |
| Бетси Палмер   | гђа Ворхис      |
| Ејдријен Кинг  | Алис            |
| Хари Крозби    | Бил             |
| Лори Бартрам   | Бренда          |
| Џанин Тејлор   | Марси Канингам  |
| Кевин Бејкон   | Џек Барел       |
| Марк Нелсон    | Нед Рубинстајн  |
| Роби Морган    | Ени             |
| Питер Брувер   | Стив Кристи     |
| Рекс Еверхарт  | камионџија Инос |
| Рон Керол      | наредник Тирни  |
| Волт Горни     | Луди Ралф       |
| Вили Адамс     | Бари            |
| Дебра С. Хејз  | Клодет          |
| Сали Ен Голден | Сенди           |
| Ари Леман      | Џејсон Вoрхис   |

## Снимање
Иако се, према радњи филма, фиктивно Кристално језеро налази у Њу Џерзију, овај филм је једини у серијалу снимaн у тој савезној држави. Снимање је обављено у септембру 1979. у дечјем извиђачком кампу No-Be-Bo-Sco, док су градске сцене снимане у оближњим градићима, Блерстауну и Хоупу. Једини објекат који је филмско особље имало да изгради са своје стране је споредна зграда са тоалетима.

## Музика
Музику за филм у целости је компоновао Хари Манфредини. Манфрединијев вокални ефекат "Ki-ki-ki, ma-ma-ma" (што потиче од "Kill her, mommy!", често погрешно интерпретиран као "Chi-chi-chi, cha-cha-cha"), који ће касније постати Џејсонов заштитни знак, инспирисан је делима Кшиштофа Пендерецког. Музичка нумера Sail Away Tiny Sparrow (која свира на радију у кафићу и ресторану), коју је компоновао Манфредини, први пут је објављена 2012. на лимитираном шестоструком бокс-сет ЦД саундтреку, у издању дискографске куће La La Land Records, које је распродато за мање од 24 часа.

## Видео издања, алтернативне верзије и цензура
Филм је током 1980-их објављен на VHS, Betamax и LaserDisc форматима. На ДВД-у је први пут објављен 2002. (у Европи у нецензурисаној, а у САД у биоскопској верзији). Нецензурисана верзија је у САД први пут објављена 3. фебруара 2009. на ДВД-у и Блу-реју. На 4К Блу-реју објављен је у САД 13. септембра 2022. у биоскопској и нецензурисаној верзији.
Пре пуштања у биоскопску дистрибуцију филм је накнадно скраћен укупно 11 секунди на три сцене (убиства Ени, Џека и госпође Ворхис) у циљу избегавања потпуне забране за млађе од 18 година у САД.
У Уједињеном Краљевству филм је забрањен за млађе од 18 година.